# One Room
One Room (ワンルーム Wan Rūmu?) es un anime de cortometrajes producidos por Typhoon Graphics, se emitió entre el 11 de enero y el 29 de marzo de 2017. Una serie spin-off titulada Room Mate 〜One Room side M〜, se emitió entre el 12 de abril y el 28 de junio de 2017. One Room tuvo 3 OVAs publicadas en su volumen Blu-ray publicado el 26 de mayo de 2017. Una segunda temporada de One Room se estrenó en 2018, y una tercera en 2020.

## Sinopsis
One Room se centra en las vidas de tres muchachas que conviven en un apartamento junto al muchacho protagonista de esta historia.  Cada una de ellas cuenta con su propia personalidad, aspiraciones y manera de ver la vida. 
En cambio, Room Mate 〜One Room side M〜 se centra en las vidas de tres muchachos que conviven en un apartamento junto a la muchacha protagonista de esta historia. 

## Personajes

### One Room
Yui Hanasaka (花坂 結衣 Hanasaka Yui?)
Seiyū: Mao Ichimichi
Natsuki Momohara (桃原 奈月 Momohara Natsuki?)
Seiyū: Rie Murakawa
Moka Aoshima (青島 萌香 Aoshima Moka?)
Seiyū: Suzuko Mimori

Minori Nanahashi (Minori Nanahashi?)
Seiyū: [[]]
Mashiro Amatsuki (Amatsuki Mashiro?)
Seiyū: [[]]
Akira Kotokawa (Kotokawa Akira?)
Seiyū: [[]]
Saya Orisaki (Saya Orisaki?)
Seiyū: [[]]

### Room Mate
Takumi Ashihara (葦原巧 Ashihara Takumi?)
Seiyū: Tomoaki Maeno
Aoi Nishina (仁科 葵 Nishina Aoi?)
Seiyū: Natsuki Hanae
Shinya Miyasaka (宮坂 真也 Miyasaka Shinya?)
Seiyū: Kosuke Toriumi

## Medios de comunicación

### Anime
El anime fue anunciado el 18 de noviembre de 2016, es producido por Typhoon Graphics y diseñado por Eiji Mano, se emitió entre el 11 de enero y el 29 de marzo de 2017. El guion es hecho por Aose Shimoi, mientras que el diseño de los personajes es hecho por Yasuhiro Okuda basado en los diseños originales del ilustrador Kantoku. Los openings son Harumachi Clover (春待ちクローバー Harumachi Kurōbā) interpretado por Mao Ichimichi, Natsuzora Yell (夏空エール Natsuzora Ēru) interpreado por Rie Murakawa y Kibō Refrain (希望リフレイン Kibō Rifurein) interpretado por Suzuko Mimori. Un volumen Blu-ray fue publicado el 26 de mayo de 2017, conteniendo los 12 episodios y 3 OVAs. Una segunda temporada fue estrenada en 2018 y, posteriormente, en 2020 se emitió una tercera temporada, pero con un cambio de estudio. Estas temporadas fueron realizadas por el estudio de animación Zero-G.
Una serie spin-off, titulada Room Mate 〜One Room side M〜, se emitió desde el 12 de abril hasta el 28 de junio de 2017. Los diseños de los personajes están basados en los dibujos originales del ilustrador Hidari. El opening es "Kimi Iro Smile" (君色スマイル)  interpretado por Kosuke Toriumi, Tomoaki Maeno (a partir del episodio 5) y Natsuki Hanae (a partir del episodio 9).

#### Lista de episodios

##### One Room
| Núm. | Personaje                                    | Título | Fecha de emisión      |
| ---- | -------------------------------------------- | --- | --------------------- |
| 1    | Parte 1 (Yui Hanasaka) 第一部 (花坂結衣)     | "Yui Hanasaka hace una petición" "Hanasaka Yui wa Onegai Suru" (花坂結衣はお願いする)                                  | 11 de enero de 2017   |
| 2    | Parte 1 (Yui Hanasaka) 第一部 (花坂結衣)     | "Yui Hanasaka hace una promesa" "Hanasaka Yui wa Yakusoku Suru" (花坂結衣は約束する)                                   | 18 de enero de 2017   |
| 3    | Parte 1 (Yui Hanasaka) 第一部 (花坂結衣)     | "Yui Hanasaka se duerme" "Hanasaka Yui wa ne-ochi Suru Daiichibu" (花坂結衣は寝落ちする)                               | 25 de enero de 2017   |
| 4    | Parte 1 (Yui Hanasaka) 第一部 (花坂結衣)     | "De la mano con Yui Hanasaka" "Hanasaka Yui wa Te o Tsunagu" 花坂結衣は手をつなぐ                                      | 1 de febrero de 2017  |
| 5    | Parte 2 (Natsuki Momohara) 第二部 (桃原奈月) | "Entre las atenciones de Natsuki Momohara" "Momohara Natsuki wa Sewa o Yaku" 桃原奈月は世話を焼く                      | 8 de febrero de 2017  |
| 6    | Parte 2 (Natsuki Momohara) 第二部 (桃原奈月) | "Natsuki Momohara da un suspiro de alivio" "Momohara Natsuki wa Hotto suru" (桃原奈月はほっとする)                     | 15 de febrero de 2017 |
| 7    | Parte 2 (Natsuki Momohara) 第二部 (桃原奈月) | "Natsuki Momohara se avergüenza y finge" "Momohara Natsuki wa Terete Gomakasu" (桃原奈月は照れてごまかす)              | 22 de febrero de 2017 |
| 8    | Parte 2 (Natsuki Momohara) 第二部 (桃原奈月) | "Natsuki Momohara no puede ser obediente" "Momohara Natsuki wa Sunaoninarenai" (桃原奈月は素直になれない)              | 1 de marzo de 2017    |
| 9    | Parte 3 (Moka Aoshima) 第三部 (青島 萌香)    | "Moka Aoshima recuerda" "Aoshima Moka wa Oboeteru" (青島萌香は覚えてる)                                                | 8 de marzo de 2017    |
| 10   | Parte 3 (Moka Aoshima) 第三部 (青島 萌香)    | "Moka Aoshima está preocupada" "Aoshima Moka wa Nayanderu" (青島萌香は悩んでる)                                        | 15 de marzo de 2017   |
| 11   | Parte 3 (Moka Aoshima) 第三部 (青島 萌香)    | "Moka Aoshima llega a una conclusión" "Aoshima Moka wa Wakatteru" (青島萌香はわかってる)                               | 22 de marzo de 2017   |
| 12   | Parte 3 (Moka Aoshima) 第三部 (青島 萌香)    | "Moka Aoshima canta" "Aoshima Moka wa Utatteru" (青島萌香は歌ってる)                                                   | 29 de marzo de 2017   |
| 13   | Parte 1 (Yui Hanasaka) 第一部 (花坂結衣)     | "Yui Hanasaka saluda en un traje de baño" "Hanasaka Yui wa Mizugi de Aisatsu suru" (花坂結衣は水着で挨拶する)          | 26 de mayo de 2017    |
| 14   | Parte 2 (Natsuki Momohara) 第二部 (桃原奈月) | "Natsuki Momohara limpia en un traje de baño" "Momohara Natsuki wa Mizugi de o Sōji suru" (桃原奈月は水着でお掃除する) | 26 de mayo de 2017    |
| 15   | Parte 3 (Moka Aoshima) 第三部 (青島 萌香)    | "Moka Aoshima trabaja duro en un traje de baño" "Aoshima Moka wa Mizugi de Ganbaru" (青島萌香は水着で頑張る)           | 26 de mayo de 2017    |

##### Room Mate
| Núm. | Personaje                                    | Título                                                                                    | Fecha de emisión    |
| ---- | -------------------------------------------- | ----------------------------------------------------------------------------------------- | ------------------- |
| 1    |                                              | "Bienvenidos compañeros de cuarto" "Rūmumeito wa Kangei suru" (ルームメイトは歓迎する)    | 12 de abril de 2017 |
| 2    | Parte 1 (Takumi Ashihara) 第一部 (葦原巧)    | "Takumi Ashihara está escalando" "Ashihara Takumi wa Nobotteru" (葦原 巧は登ってる)       | 19 de abril de 2017 |
| 3    | Parte 2 (Aoi Nishina) 第二部 (仁科葵)        | "Aoi Nishina está aliviado" "Nishina Aoi wa Anshin Suru" (仁科葵は安心する)               | 26 de abril de 2017 |
| 4    | Parte 3 (Shinya Miyasaka) 第三部 (宮坂 真也) | "Shinya Miyasaka está asombrado" "Miyasaka Shinya wa Akireteru" (宮坂真也は呆れてる)      | 3 de mayo de 2017   |
| 5    |                                              | "El día libre de los compañeros de cuarto" "Rūmumeito no Kyūjitsu" (ルームメイトの休日)   | 10 de mayo de 2017  |
| 6    | Parte 1 (Takumi Ashihara) 第一部 (葦原巧)    | "Takumi Ashihara no puede escalar" "Ashihara Takumi wa Noborarenai" (葦原巧は登れない)    | 17 de mayo de 2017  |
| 7    | Parte 2 (Aoi Nishina) 第二部 (仁科葵)        | "Aoi Nishina no puede calmarse" "Nishina Aoi wa Ochitsukanai" (仁科葵は落ち着かない)      | 24 de mayo de 2017  |
| 8    | Parte 3 (Shinya Miyasaka) 第三部 (宮坂 真也) | "Shinya Miyasaka no puede dormir" "Miyasaka Shinya wa Nemurenai" (宮坂真也は眠れない)     | 31 de mayo de 2017  |
| 9    |                                              | "La estatua de la diosa sabe" "Joshinzō wa Shitteiru" (女神像は知っている)                | 7 de junio de 2017  |
| 10   |                                              | "Los compañeros de cuarto compiten" "Rūmumeito wa Shōbu Suru" (ルームメイトは勝負する)    | 14 de junio de 2017 |
| 11   |                                              | "Los compañeros de cuarto deciden" "Rūmumeito wa Ketsudan Suru" (ルームメイトは決断する)  | 21 de junio de 2017 |
| 12   |                                              | "Esperando a los compañeros de cuarto" "Rūmumeito wo Matteiru" (ルームメイトを待っている) | 28 de junio de 2017 |